# Carolyn Sampson
Pour les articles homonymes, voir Sampson.
Carolyn Sampson est une soprano britannique née le 18 mai 1974 à Bedford,, en Angleterre, principalement active, à l'opéra, en concert et au disque, dans le domaine de l'interprétation de la musique baroque avec des ensembles jouant sur instruments d'époque (period ensembles).
Le magazine britannique Gramophone l'a déclarée « the best British early music soprano by quite some distance » (de loin la meilleure soprano britannique de musique ancienne),.

## Formation
Carolyn Sampson étudie la musique à la Dame Alice Harpur School de Bedford puis l'Université de Birmingham, où elle remporte le prix Arnold Goldsborough pour l'interprétation baroque. Ce prix est décerné par l'université aux étudiants qui excellent dans l'interprétation de la musique écrite avant 1750.
Elle étudie ensuite le chant avec Richard Smart,, Lilian Watson et Jonathan Papp.

## Carrière

### Opéra
Carolyn Sampson fait ses débuts à l'opéra avec l'English National Opera dans L'incoronazione di Poppea de Claudio Monteverdi,.
Son répertoire à l'opéra fait la part belle à la musique baroque, avec L'Orfeo de Monteverdi, The Fairy Queen et Dido and Aeneas de Purcell, San Giovanni Battista de Stradella, Psyché de Lully ou encore Semele de Haendel, mais ne néglige ni l'époque classique (Orphée et Eurydice de Gluck, Les Noces de Figaro et La Flûte enchantée de Mozart), ni l'époque romantique (L'elisir d'amore de Donizetti) ni même la musique moderne (The Rake's Progress de Stravinsky) ou contemporaine (Peter Grimes de Britten),,,.
Elle a chanté dans de nombreux opéras du Royaume-Uni (comme le Scottish Opera) et de France (Opéra de Paris, Opéra de Lille, Opéra de Montpellier, Opéra national du Rhin) ainsi que dans des festivals d'opéra comme le Glyndebourne Festival Opera ou le Boston Early Music Festival,.

### Concerts
En concert, Carolyn Sampson se produit avec de grands ensembles de musique baroque comme The Orchestra of the Age of Enlightenment (Orchestre de l'âge des Lumières), The English Concert, The King's Consort, le Bach Collegium Japan, l'ensemble The Sixteen, le Royal Concertgebouw Orchestra, le Freiburger Barockorchester, La Chapelle royale, l'Orchestre des Champs-Élysées et le Collegium Vocale Gent,,, sous la direction de grands chefs comme Philippe Herreweghe, Trevor Pinnock, Harry Christophers et Robert King.
Par ailleurs, elle collabore également avec de nombreux ensembles britanniques moins connus au niveau international (Manchester Camerata, City of London Sinfonia, Scottish Chamber Orchestra, Royal Liverpool Philharmonic Orchestra, City of Birmingham Symphony Orchestra, Britten Sinfonia), et se produit régulièrement en concert avec le luthiste Matthew Wadsworth dans un répertoire de chant et de luth Renaissance.
Enfin, elle se produit régulièrement aux Festivals de Saintes et d'Aldeburgh,.

## Discographie
Carolyn Sampson a publié de nombreux enregistrements sur les labels Hyperion, Coro, Virgin Classics, Harmonia Mundi, Decca, BIS, DG Archiv, Linn, Vivat, Wigmore Hall live et Deux-elles,.
Plusieurs de ses enregistrements ont reçu une distinction, :
- son enregistrement de chansons de Purcell chez BIS fut choisi comme Editor's Choice par le magazine Gramophone en décembre 2007 ;
- son album de musique sacrée de Mozart Exsultate jubilate fut sélectionné par le BBC Music Magazine comme disque du mois et a reçu un Echo Award ;
- son enregistrement du Stabat Mater et des Sept répons des ténèbres de Poulenc a été élu Choc de l’Année Classica 2014.

Carolyn Sampson a été la première à enregistrer l'aria Alles mit Gott und nichts ohn ihn BWV 1127 de Bach, qui a été découverte en 2005.

### Répertoire Renaissance
- 2008 : Away Delights – Lute solos and songs from Shakespeare's England by Robert Johnson, avec le luthiste Matthew Wadsworth
- 2010 : Not Just Dowland - Songs For Soprano And Lute (musique de Dowland, Rosseter et Johnson), avec le luthiste Matthew Wadsworth

### Répertoire baroque
- 2000 : Sacred Music de Sebastian Knüpfer, avec The King's Consort (direction Robert King)
- 2001 : Sacred Music de Johann Schelle, avec The King's Consort (direction Robert King)
- 2001 : Membra Jesu nostri de Dietrich Buxtehude, avec The Sixteen (direction Harry Christophers)
- 2001 : Sacred Music de Vivaldi, avec The King's Consort (direction Robert King ; plusieurs volumes étalés sur plusieurs années)
- 2002 : La Sena festeggiante de Vivaldi, avec The King's Consort (direction Robert King)
- 2002 : Music for the Sun King de Michel-Richard de Lalande, avec l'ensemble Ex Cathedra (direction Jeffrey Skidmore)
- 2003 : Sacred Music de Jan Dismas Zelenka, avec The King's Consort (direction Robert King)
- 2003 : Vespers - 1610 de Claudio Monteverdi, avec The King's Consort (direction Robert King)
- 2003 : Sacred Music de Monteverdi, avec The King's Consort (direction Robert King ; quatre volumes en 2004-2005)
- 2004 : L'Orfeo de Monteverdi, avec le Concert d'Astrée (direction Emmanuelle Haïm)
- 2004 : Règne Amour, chansons d'amour des opéras de Jean-Philippe Rameau, avec l'ensemble Ex Cathedra (direction Jeffrey Skidmore)
- 2004 : Ode for St. Cecilia's Day de Henry Purcell, avec The King's Consort (direction Robert King)
- 2004 : Cantates de Jean-Sébastien Bach, avec le Bach Collegium Japan (direction Masaaki Suzuki ; plusieurs volumes étalés sur plusieurs années)
- 2005 : Tönet, Ihr Pauken! de Jean-Sébastien Bach, avec le Collegium Vocale Gent (direction Philippe Herreweghe)
- 2005 : Weinen, Klagen... de Jean-Sébastien Bach, avec le Collegium Vocale Gent (direction Philippe Herreweghe)
- 2005 : Paride ed Elena de Gluck, avec The Gabrieli Consort & Players (direction Paul McCreesh)
- 2006 : Great Oratorio Duets de Haendel, avec Robin Blaze et l'Orchestra of the Age of Enlightenment (direction Nicholas Kraemer)
- 2006 : Cantates de Noël de Leipzig de Jean-Sébastien Bach, avec le Collegium Vocale Gent (direction Philippe Herreweghe)
- 2007 : Neun Deutsche Arien de Haendel, avec The King's Consort (direction Robert King)
- 2007 : Solomon de Haendel, par l'Akademie für Alte Musik Berlin (direction Daniel Reuss)
- 2007 : Victorious Love de Purcell, avec Laurence Cummings et Elizabeth Kenny
- 2007 : Mass in B minor de Jean-Sébastien Bach, avec le Bach Collegium Japan (direction Masaaki Suzuki)
- 2008 : Psyché de Lully, avec le Boston Early Music Festival Orchestra and Chorus (direction Stephen Stubbs)
- 2008 : Messiah de Haendel, avec l'ensemble The Sixteen (direction Harry Christophers)
- 2008 : Il Parnasso in festa de Haendel , avec The King's Consort (direction Matthew Halls)
- 2009 : Messiah de Haendel, avec le Barockorchester Stuttgart (direction Frieder Bernius)
- 2009 : Weihnachts-oratorium de Jean-Sébastien Bach, avec le Gewandhausorchester Leipzig (direction Riccardo Chailly)
- 2011 : Easter and Ascension Oratorios de Jean-Sébastien Bach, avec le Retrospect Ensemble (direction Matthew Halls)
- 2012 : The Fairy Queen de Purcell, avec les ensembles New English Voices et Accademia Bizantina  (direction Ottavio Dantone)
- 2012 : Les Sirènes de Thomas-Louis Bourgeois, avec Le Concert Lorrain (direction Anne-Catherine Bucher)
- 2013 : St.John Passion de Bach, par l'ensemble Polyphony (direction Stephen Layton)
- 2013 : Trois leçons de ténèbres de François Couperin, avec The King's Consort (direction Robert King)
- 2014 : Your Tuneful Voice, arias d'Oratorios de Haendel, avec Iestyn Davies et The King's Consort (direction Robert King)
- 2014 : A French Baroque Diva (œuvres de  Louis Lacoste, Michel-Richard de Lalande, Jean-Jacques Rousseau, Jean-Philippe Rameau, Jean-Joseph Cassenea de Mondonville, Fiocco) avec l'ensemble Ex Cathedra (direction Jeffrey Skidmore) 2017:  Jean-Sébastien Bach: Cantatas for soprano BWV 202, 152 et 199 avec le Freiburger Barockorchester (Petra Müllejans)

### Répertoire classique
- 2005 : Requiem et Missa in Honorem Sanctae Ursulae de Michael Haydn, avec The King's Consort (direction Robert King)
- 2006 : Exultate, Jubilate! de Mozart, avec The King's Consort (direction Robert King)
- 2014 : Piano Concertos 14 et 21 de Mozart, avec Ronald Brautigam (piano)
- 2014 : Requiem de Mozart, avec le Bach Collegium Japan (direction Masaaki Suzuki)

### Répertoire romantique
- 2006 : Petite Messe Solennelle de Rossini, avec The King's Consort (direction Robert King)

### Répertoire moderne
- 2006 : Les Noces - mass - cantata d'Igor Stravinsky, avec le RIAS Kammerchor (direction Daniel Reuss)
- 2013 : I Was Glad - Sacred Music of Stanford and Parry, avec The King's Consort (direction Robert King)
- 2014 : Stabat Mater de Francis Poulenc, avec l'Estonian National Symphony Orchestra et l'Estonian Philharmonic Chamber Choir (direction Daniel Reuss)

### Répertoire contemporain
- 2011 : Passion And Resurrection d'Ēriks Ešenvalds, par l'ensemble Polyphony (direction Stephen Layton)